# Орбіта

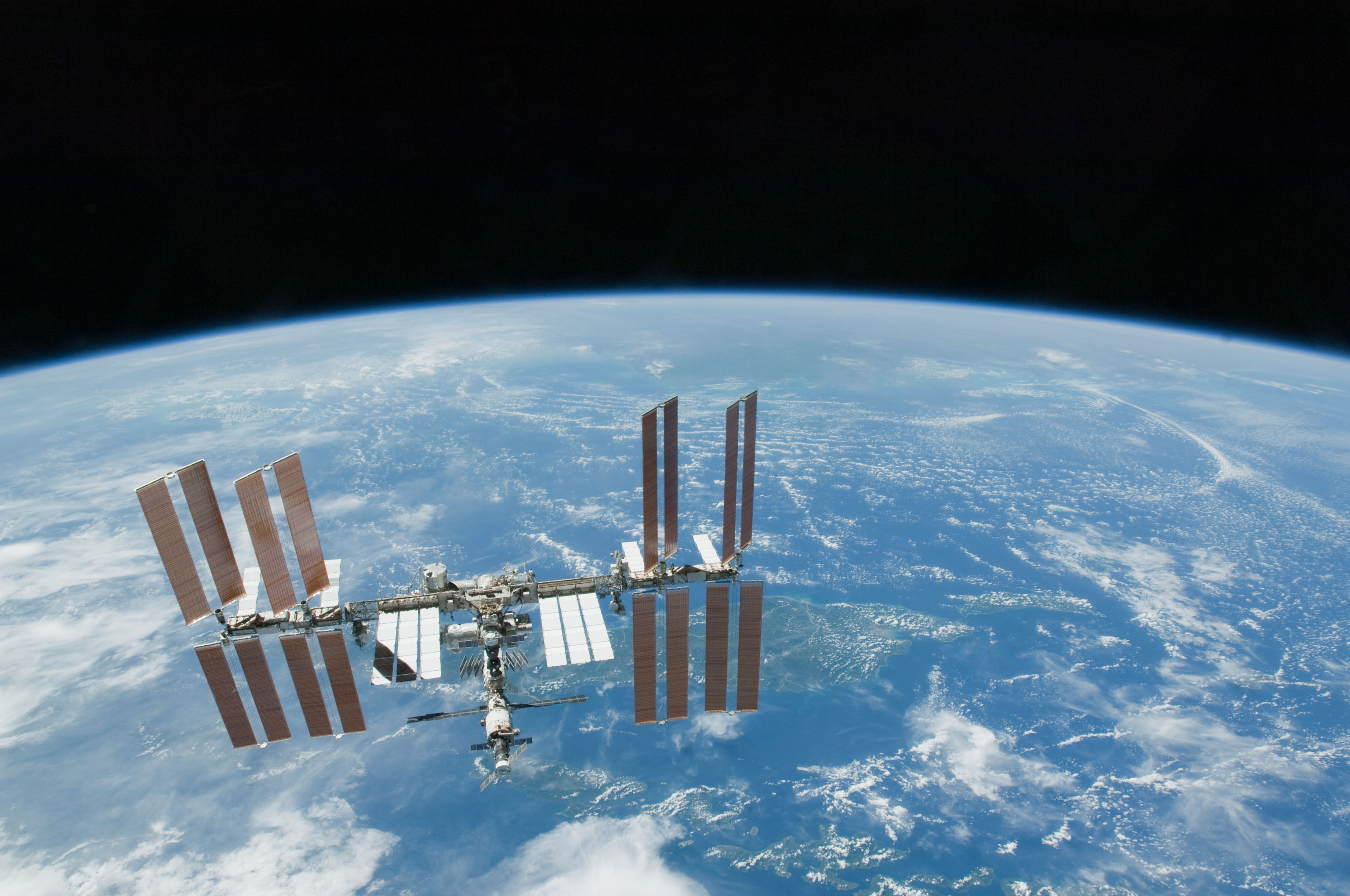
Міжнародна космічна станція на орбіті довкола Землі.

Орбі́та, або обіжниця (від лат. orbita — колія, дорога, шлях) — обрис руху матеріальної точки у полі сил, що на неї діють. У найпростішому вигляді, орбіта двох тіл це коло або еліпс, фокус якого розташовано в центрі мас системи. Орбіта може мати складнішу форму, якщо на тіло впливають багато силових полів.
Складність передбачення руху, у разі наявності трьох масивних тіл, отримала назву задачі трьох тіл. Аналітичного вирішення цієї задачі в цілому не існує, частковими рішеннями є точки Лагранжа.

## Історія
Історично, видимі рухи планет тлумачилися європейськими та арабськими філософами, з використанням уявлення про небесні сфери. Ця модель передбачала існування взірцевих рухомих куль або кілець, до яких були прикріплені зорі та планети. Вона припускала, що небеса були нерухомими незалежно від руху сфер, і була розроблена без будь-якого розуміння гравітації. Після точнішого вимірювання руху планет було додано теоретичні механізми, такі як деферент і епіцикли. Попри те, що модель була здатна досить точно передбачити положення планет на небі, потрібно було дедалі більше епіциклів, оскільки вимірювання ставали точнішими, через це така модель ставала все громіздкішою. Спочатку геоцентрична, вона була змінена Коперником, щоби розмістити Сонце в центрі, для спрощення моделі. У 16 столітті цю модель було ще більше оскаржено, оскільки вже спостерігали комети, які перетинають сфери.
Основу сучасного розуміння орбіт вперше змалював Йоганн Кеплер, висновки якого узагальнені в його трьох законах руху планет. По-перше, він виявив, що орбіти планет нашої Сонячної системи еліптичні, а не кругові (або епіциклічні), як вважалося раніше, і що Сонце розташоване не в центрі орбіт, а радше в одному фокусі. По-друге, він визначив, що орбітальна швидкість кожної планети не є постійною, як гадали до цього, а швидше залежить від відстані планети до Сонця. По-третє, Кеплер знайшов загальний зв'язок між властивостями орбіт всіх планет, що обертаються навколо Сонця. Для планет куби їх відстаней до Сонця, пропорційні квадратам їх орбітальних періодів. Юпітер і Венера, наприклад, віддалені від Сонця відповідно приблизно на 5,2 і 0,723 астрономічних одиниць, а їхні орбітальні періоди відповідно становлять приблизно 11,86 і 0,615 років. Пропорційність видно з того прикладу, що співвідношення для Юпітера, 5,23/11,862, майже дорівнює такому для Венери — 0,7233/0,6152. Ідеалізовані орбіти, які відповідають цим правилам, знані як орбіти Кеплера.
Ісаак Ньютон продемонстрував, що закони Кеплера виводяться з його теорії гравітації і що, загалом, орбіти тіл, які піддаються гравітації, є конічними перерізами (це припускає, що сила гравітації поширюється миттєво). Ньютон показав, що для пари тіл розміри орбіт обернено пропорційні їхнім масам і що ці тіла обертаються навколо спільного центра мас. Якщо одне тіло набагато масивніше за інше (як у разі штучного супутника, що обертається навколо планети), зручним наближенням буде вважати центр мас таким, котрий збігається з центром масивнішого тіла.

Два тіла, що мають подібну масу й обертаються навколо спільного центра мас (барицентра)

Успіхи механіки Ньютона згодом були використані для дослідження відхилень від простих припущень, що стоять за орбітами Кеплера, таких як збурення, спричинені іншими тілами, або вплив сфероїдальних, а не кулястих тіл. Жозеф-Луї Лагранж розробив новий підхід до ньютонівської механіки, наголошуючи на енергії більше, ніж на силі, і досяг поступу в проблемі трьох тіл, відкривши точки Лагранжа. У драматичному підтвердженні класичної механіки 1846 року, Урбен Левер’є зміг передбачити положення Нептуна на основі незрозумілих збурень на орбіті Урана.
Альберт Ейнштейн у власній статті 1916 року «Основи загальної теорії відносності» пояснив, що гравітація виникає через викривлення простору-часу, і відкинув припущення Ньютона про те, що зміни поширюються миттєво. Це змусило астрономів визнати, що ньютонівська механіка не забезпечувала найвищої точності в розумінні орбіт. У теорії відносності орбіти слідують геодезичним траєкторіям, які зазвичай дуже добре апроксимуються ньютонівськими передбаченнями (за винятком випадків, коли є дуже потужні поля гравітації та надзвичайно високі швидкості), але відмінності можна виміряти. По суті, усі експериментальні докази, які можуть розрізнити теорії, узгоджуються з теорією відносності в межах точності дослідних вимірювань. Початковим підтвердженням загальної теорії відносності є те, що вона змогла пояснити решту нез’ясованої величини прецесії перигелію Меркурія, яку вперше зазначив Левер’є. Однак рішення Ньютона все ще використовують для більшості короткострокових цілей, оскільки воно значно простіше у використанні та достатньо точне.

## Планетні орбіти
У складі планетної системи, планети, карликові планети, астероїди та інші малі планети, комети й космічний пил рухаються орбітами навколо центра інерції системи еліптичними орбітами. Комети на параболічних або гіперболічних орбітах довкола барицентра, гравітаційно не пов'язані із зорею тож не розглядаються як частина планетної системи. Тіла, які гравітаційно пов'язані з однією з планет у планетній системі (природні або штучні супутники) рухаються орбітами довкола барицентра відповідної планети.
Через взаємні гравітаційні пертурбації, ексцентриситети планетних орбіт змінюються з часом. Меркурій, найменша планета Сонячної системи, має найбільш ексцентричну орбіту. У сучасну епоху, Марс має наступний за величиною ексцентриситет, натомість найменші ексцентриситети орбіт мають Венера й Нептун.
Оскільки два тіла рухаються орбітами довкола одне одного, перицентром називають таку точку, в якій ці об'єкти перебувають один до одного найближче й апоцентром — точку, в якій вони найвіддаленіші один від одного. Для окремих тіл можуть використовувати більш своєрідні терміни. Наприклад, перигей і апогей — це найнижча й найвища точка орбіт довкола Землі, а перигелій і афелій є найближчою та найвіддаленішою точкою орбіти довкола Сонця.
У разі, коли планети рухаються орбітами довкола зорі, маса зорі і всіх її супутників враховуються для розрахунку однієї точки, яку називають барицентром. Траєкторіями руху всіх супутників зорі є еліптичні орбіти довкола барицентра. Кожен супутник у такій системі матиме власну еліптичну орбіту, в якій барицентр буде одним із фокусів еліпсу. На будь-якій точці орбіти, кожен супутник матиме певну величину кінетичної й потенційної енергії відносно барицентра, і його загальна енергія є постійною в кожній точці орбіти. Внаслідок цього, коли планета наближається до перицентра, вона буде збільшувати швидкість (оскільки її потенційна енергія зменшується); коли планета наближається до апоцентра, її швидкість зменшуватиметься (оскільки потенціальна енергія збільшується).

### Загальне пояснення
Існує два основних погляди на пояснення орбіт:

Ньютонівська модель гарматного ядра, ілюстрація як об'єкти "падають" по кривій

- Сила, така як сила тяжіння, змушує об'єкт рухатися вигнутою траєкторією при його спробі летіти прямою лінією.
- Коли об'єкт притягується до масивного тіла, він падає в напрямку того тіла. Однак, якщо він має достатню тангенціальну швидкість, він не буде падати на інше тіло, а натомість буде продовжувати нескінченно слідувати вигнутою траєкторією, що викликає це тіло. Тоді говорять, що об'єкт обертається довкола небесного тіла.

Для представлення орбіти довкола планети, є корисною Ньютонівська модель гарматного ядра (див. зображення). Це уявний дослід, у якому деяка гармата на вершині високої гори здатна вистрілювати ядра горизонтально з будь-якою обраною швидкістю. Дія сили тертя повітря на гарматне ядро не враховується (або ж вважається, ніби гора настільки висока, що гармата перебуває вище земної атмосфери, і це приводить до того ж).
Отже якщо гармата вистрілює ядро з певною початковою швидкістю, траєкторія ядра загинається вниз і воно на якійсь відстані влучає в землю (A). Зі збільшенням швидкості, ядро падатиме на землю далі від гармати (B), оскільки хоч ядро і досі знижується в напрямку землі, однак поверхня землі значно викривляється і стає далі від нього (дивись першу точку, зверху). У технічному розумінні всі ці закруглені лінії руху ядра, є «орбітами» – вони окреслюють частину еліптичної траєкторії довкола центра мас – але орбіти згодом перериваються зіткненням із Землею.

Замкнені орбіти: а) еліптичні, b) кругові та відкриті орбіти: c) параболічні та d) гіперболічні

Якщо гарматне ядро вистрілили з достатньою швидкістю, поверхня землі відхиляється від ядра настільки ж, наскільки падає ядро – завдяки цьому ядро ніколи не досягне поверхні землі. Воно рухатиметься неперервною, або коловою орбітою як показано на прикладі (C). Для будь-якого співвідношення висоти над центром мас і маси планети, існує одна особлива швидкість вистрілювання ядра. Вона не залежить від маси ядра, якщо вважати її дуже малою відносно маси Землі.
Якщо швидкість вистрілювання збільшувати далі, утворюється безперервна еліптична орбіта, котра позначена як (D). У разі вистрілювання над поверхнею Землі, як показано на малюнку, також утворюватимуться не перервані еліптичні орбіти і на меншій швидкості; вони пройдуть найближче до поверхні Землі, у точці вищій ніж половина орбіти і прямо навпроти точки вистрілювання, під обертальною орбітою.
За певної горизонтальної швидкості вистрілювання, яка називається другою космічною швидкістю, і котра залежить від маси планети, досягається відкрита орбіта (E), що має параболічний обрис. На ще більших швидкостях об'єкт рухатиметься гіперболічними траєкторіями. У практичному розумінні, ці обидва типи траєкторій означають що об'єкт "відривається" від гравітації планети, і "вирушає у вільний космос" та вже ніколи не повернеться.

## Кеплерівські орбіти

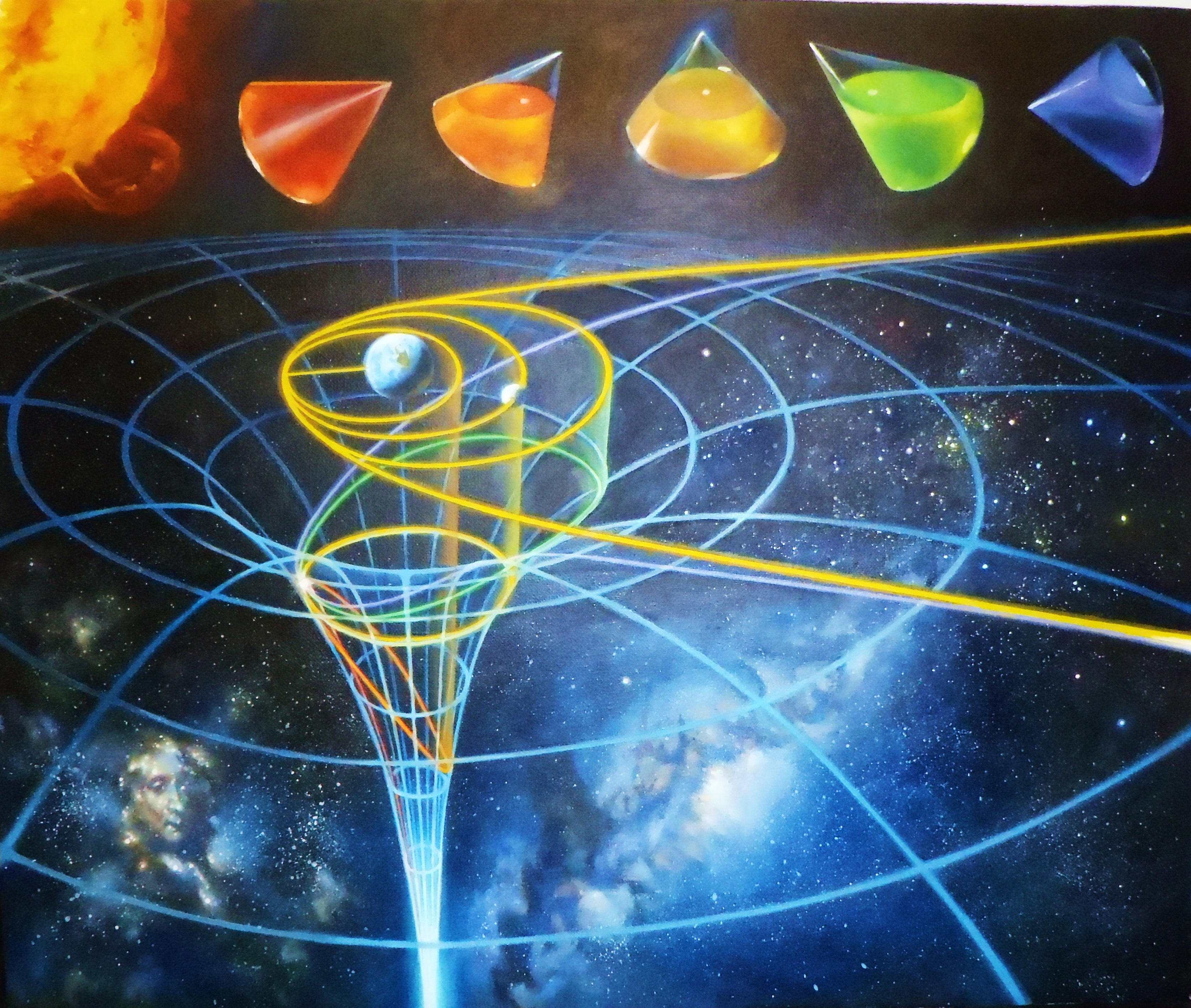
Перетини конусів показують можливі орбіти (жовтим) невеликих об'єктів довкола Землі. Проєкції цих орбіт на гравітаційний потенціал (синім) Землі дозволяє визначити орбітальну енергію в кожній точці простору.

Деякий час вважалося, що планети Сонячної системи рухаються навколо Сонця коловими орбітами. Після довгих та невдалих спроб обчислити колову орбіту для Марса німецький астроном Йоганн Кеплер спростував це твердження та згодом, використовуючи дані вимірювань Тихо Браге, встановив закони руху планет навколо нашої зорі, що тепер мають назву законів Кеплера:
1. Усі планети обертаються навколо Сонця орбітами, що мають форму еліпса, в одному з фокусів якого розташовано Сонце.
2. Радіус-вектор планети (тіла Сонячної системи) за рівні проміжки часу окреслює рівновеликі площі.
3. Квадрат періоду обертання планети навколо Сонця, прямо пропорційний кубу великої півосі еліпса.

Кеплерівські складові орбіти:
- велика піввісь (англ. a) (або фокальний параметр)
- ексцентриситет (e)
- нахил орбіти (і) до основної координатної площини
- довгота висхідного вузла (Ω, node)
- аргумент перицентра (ω, peri)
- час проходження небесного тіла крізь перицентр (T0)

Ці елементи однозначно визначають орбіту незалежно від її форми (еліптичної, параболічної чи гіперболічної). Основною координатною площиною може бути площина екліптики, площина галактики, площина земного екватора тощо. У такому разі елементи орбіти задаються відносно обраної площини.